# Solomys salebrosus
Solomys salebrosus är en däggdjursart som beskrevs av Ellis Le Geyt Troughton 1936. Solomys salebrosus ingår i släktet Solomys och familjen råttdjur. IUCN kategoriserar arten globalt som starkt hotad. Inga underarter finns listade i Catalogue of Life.
Arten är bara känd från två öar på västra Solomonöarna. Den lever vanligen i kulliga områden mellan 200 och 400 meter över havet men hittades även i låglandet. Individerna klättrar i växtligheten i fuktiga tropiska skogar. De vilar i trädens håligheter. Per kull föds troligen en unge.